# Corennys sensitiva
Corennys sensitiva là một loài bọ cánh cứng trong họ Cerambycidae.